# Marpa National Park
Marpa National Park är en nationalpark i Australien. Den ligger i regionen Cook och delstaten Queensland, i den nordöstra delen av landet, 2 400 km norr om huvudstaden Canberra.